# Moses Ingram
Pour les articles homonymes, voir Ingram.
Moses Ingram, née le 6 février 1994 à Baltimore (Maryland), est une actrice américaine. 
Elle est notamment connue pour son rôle de Jolene dans la mini-série Netflix Le Jeu de la dame (2020), pour laquelle elle a été nommée pour le Primetime Emmy Award de la meilleure actrice dans un second rôle dans une mini-série ou un téléfilm.

## Jeunesse
Née en 1994,, Ingram grandit à West Baltimore dans une famille recomposée de six enfants ; sa mère travaille dans une garderie et son beau-père pour la municipalité. À l'âge de 10 ans, sa mère et un enseignant de l'école primaire de Windsor Hills l'inscrivent à un programme de théâtre parascolaire. Elle fréquente ensuite la Baltimore School for the Arts , d'où elle sort diplômée en 2012.
En raison de contraintes financières, Ingram décline une proposition pour aller étudier à l'université Howard et s'inscrit au Baltimore City Community College la même année. Bien que Baltimore City n'ait pas de programme théâtral, elle est encouragée par son conseiller à continuer à jouer et à auditionner pour des pièces locales. Elle accepte également plusieurs emplois à temps partiel et des bourses pour financer ses études. Elle a obtenu un diplôme d'associé.
En 2015, elle remporte un concours régional de la Société nationale des arts et des lettres et termine quatrième aux championnats nationaux. Le gagnant de ce concours, Jonathan Majors, l'encourage à auditionner à la Yale School of Drama. Elle y est acceptée avec une bourse d'études et s'inscrit à l'automne 2016.
Avant de commencer Yale, elle se rebaptise Moses : « Alors, quand nous sommes arrivés à l'école [Yale], ils voulaient que nous enregistrions nos noms parce que c'est la première fois qu'ils seraient rendus publics afin que les gens puissent les voir. Et avant d'arriver à Yale, j'avais passé tellement de temps à essayer de faire fonctionner les choses que mon nom ne me convenait tout simplement pas. Alors j'ai prié et demandé à Dieu, 'Qu'est-ce que c'est? Je sais que ce n'est plus mon nom, mais c'est quelque chose. Et quelques jours plus tard, j'ai juste entendu Moses dans ma tête et c'est tout. ».
Elle a reçu un prix Princesse Grace en 2018 et est diplômée d'un Master of Fine Arts l'année suivante.

## Carrière
Un mois après ses débuts, elle auditionne à New York pour un rôle dans Le Jeu de la dame et décroche celui de Jolene, l'amie de Beth à l'orphelinat,. Pour ce rôle, elle est nommée pour le Primetime Emmy Award de la meilleure actrice dans un second rôle dans une mini-série ou un téléfilm.
Ingram apparaît ensuite dans le drame de Peter Hedges, The Same Storm et dans le rôle de Lady Macduff dans Macbeth de Joel Coen présenté en première au Festival du film de New York en septembre 2021. Elle est ensuite castée dans Ambulance de Michael Bay et dans la mini-série dérivée de Disney+ Star Wars Obi-Wan Kenobi. Notant sa nomination aux Emmy Awards et ces rôles, Variety l'a nommée l'un des dix acteurs à surveiller pour 2021.
En mai 2022, lors de la sortie de la mini-série Obi-Wan Kenobi, elle fait face à des « centaines » de messages racistes sur les réseaux sociaux qu'elle partage sur une publication Instagram. Ces attaques racistes rappellent celles subies par John Boyega et Kelly Marie Tran lors de leurs arrivées dans la franchise. Le lendemain de l'annonce de ces attaques, l'acteur Ewan McGregor annonce publiquement son soutien à l'actrice.

## Filmographie

### Cinéma
- 2018 : Candace d'Em Weinstein : Charlie (court-métrage)
- 2021 : The Same Storm de Peter Hedges : Audre Robinson
- 2021 : Macbeth de Joel Coen : Lady Macduff
- 2022 : Ambulance de Michael Bay : Amy Sharp
- 2024 : The End de Joshua Oppenheimer
- 2025 : A House of Dynamite de Kathryn Bigelow

### Télévision
- 2020 : Le Jeu de la dame : Jolene
- 2022 : Obi-Wan Kenobi : Reva Sevander / la Troisième sœur
- 2023 : Lady in the Lake : Cleo Sherwood